# Opiolastes
Opiolastes is een geslacht van vliesvleugeligen in de familie schildwespen (Braconidae). De wetenschappelijke naam van het geslacht werd voor het eerst geldig gepubliceerd in 2004 door Kees van Achterberg & Xue-xin Chen.
De typesoort van het geslacht is Opiolastes hei van Achterberg & Chen, 2004

## Soorten
- O. hei van Achterberg & Chen, 2004